# After Midnight
After Midnight är en blueskomposition av J.J. Cale. Cale spelade in låten första gången 1966 vilken gavs ut som singel av Liberty Records. Eric Clapton valde 1970 att spela in den i en snabbare version till sitt självbetitlade debutalbum. Claptons version utgavs även som singel och blev en amerikansk hit med en artondeplacering på Billboard Hot 100. Framgången med Claptons version gjorde att Cale som dittills levt ett fattigt liv fick in lite pengar, och han spelade in låten på nytt till sitt debutalbum Naturally 1972. Cales nyinspelade version nådde även plats 42 som singel i USA.
Clapton har sagt om låten:
| ” | After Midnights uppbyggnad är så bra och den hade allt. Det som summerar JJ för mig är att den hade lite country, lite blues, det var rock och det var den här gitarrsektionen som var otrolig. Det har alltid varit den fascinerande delen. Jag tror fortfarande inte vi fick till det rätt [på min version]. | „ |

Låten finns i en svensk version under titeln "Droskblues" med text av Cornelis Vreeswijk på hans album Getinghonung 1974.